# Газиз Файзолла
Газиз Файзолла (каз. Ғазиз Файзоллаұлы; год рождения неизвестен, аул Караоткел, Акмолинская область — 1930 год, Петропавловск) — казахский певец, акын, композитор.

## Творчество и значение
Участник состязаний акынов-импровизаторов на Кояндинской ярмарке. Играл на домбре и сырнае.
Музыкально-исполнительное мастерство Файзоллы высоко ценили Акан Сери, Косымжан Бабаков, Жусупбек Елебеков, С. М. Муканов. В казахском народе получили популярность его песни «Мұқыш қыз», «Қарақат», «Төрт Райхан», «Қарағайлы», «Коңыр», «Шалқыма», «Көктің көлі», «Қайран Мұқыш», «Ақ еркеш», «Іңкәржан», «Қарындаш». Две песни были опубликованы в сборнике А. В. Затаевича «1000 песен казахского народа» (изданы в Москве, 1963 год).